# ワリコー
ワリコーは、かつて日本興業銀行（興銀）およびその業務を引き継いだみずほ銀行が発行していた割引金融債券。正式名称「割引みずほ銀行債券」。

## 概要
元々は興銀が発行・発売した「割引興業債券」。略して「ワリコー」と名付けられた。1922年8月に発行を開始、1957年4月から販売されてきたが、2007年3月後半債（950号）をもって販売を終了した。販売終了後、償還日が過ぎた物は、契約によっては定期預金または普通預金に振り替えられる事となっている。
興銀の債券窓口の他、興銀と関係のある証券会社［新光証券（旧新日本証券+旧和光証券、現みずほ証券）や日興コーディアル証券（旧日興證券、現SMBC日興証券）、水戸証券、丸三証券、大和証券（※主要融資団の協調融資から、主力行は三井住友銀行〈旧住友銀行〉）、藍澤證券など］でも販売していた。
利息はワリコーアルファと比べて多いものの、預金保険の対象外となっている。
2016年1月1日現在では、興銀の事業を承継したみずほ銀行の金融債取り扱い店舗で償還金を受け取ることが出来る。